# 遠洋鳥屬

远洋鸟屬（字面意思即為「來自大海的鳥」）旧譯伪齿鳥（实际上这一译名来自张冠李戴），是生存於漸新世至上新世時期的远洋鳥科鳥類，演化關係上可能接近現今的鸛或鵜鶘，以體型而言是極其巨大的海鳥。偽齒鳥屬在五大洲當中除了亞洲外皆有化石發現記錄。